# 王斯绮
王斯绮（Wang Siqi，1999年2月2日—），中国女子羽毛球运动员。

## 簡歷
王斯绮曾在淮北进行的2016年全国青少年羽毛球分站赛中，拿得女单第五名；其後入选中国国家羽毛球队二队。
2019年3月，王斯绮出戰懷卡托羽毛球國際賽，贏得女子單打比賽冠軍。

## 主要比賽成績
只列出曾進入準決賽的國際賽事成績：
| 年份   | 賽事               | 公開賽級別 | 項目     | 成績   |
| ------ | ------------------ | ---------- | -------- | ------ |
| 2019年 | 北港羽毛球國際賽   | 未來系列賽 | 女子單打 | 準決賽 |
| 2019年 | 懷卡托羽毛球國際賽 | 國際系列賽 | 女子單打 | 冠軍   |

| 2018-2026年 | 總決賽 | 超級1000賽 | 超級750賽 | 超級500賽 | 超級300賽 | 超級100賽 | 國際挑戰賽 | 國際系列賽 | 未來系列賽 | 其他 |